# Дискография альбомов Twice
Дискография южнокорейской гёрл-группы Twice включает в себя четыре студийных альбома, три сборника, четыре переиздания, одиннадцать мини-альбомов и двадцать семь синглов. Сформированный на реалити-шоу «Шестнадцать» (англ. Sixteen) коллектив дебютировал 20 октября 2015 года с мини-альбомом The Story Begins и синглом «Like Ooh-Ahh».
Второй мини-альбом Page Two был выпущен в апреле 2016 года. Сингл «Cheer Up» дебютировал на вершине цифрового чарта Gaon, став первым № 1 в карьере группы, и моментально стал главным хитом года, имея наибольший цифровой показатель среди всех песен, выпущенных в том же году. В октябре был выпущен третий мини-альбом Twicecoaster: Lane 1 с синглом «TT». Он стал самым продаваемым среди женских групп за 2016 год, и пятым самым продаваемым среди корейских групп в целом (было продано 350 852 копии). В октябре 2018 года было объявлено, что продажи мини-альбома составили более 427 854 копий, что стало лучшим результатом для женских корейских групп со времён культового альбома Girls’ Generation The Boys, выпущенного в 2011 году и разошедшимся тиражом почти в 465 тысяч копий.
В феврале 2017 года было выпущено первое переиздание Twicecoaster: Lane 2 с синглом «Knock Knock», который стал самым скачиваемым среди айдол-групп Кореи за целый год. Четвёртый мини-альбом Signal с одноимённым синглом был выпущен в мае. В октябре группа представила первый студийный альбом Twicetagram с синглом «Likey», а в декабре вышло его переиздание Merry & Happy. Все синглы, выпущенные в 2017 году, достигали вершины цифрового чарта, а альбомы продались тиражом более 270 тысяч копий каждый, тем самым составив топ-3 самых продаваемых альбомов женских корейских групп за год.
Японский дебют Twice состоялся в июне 2017 года с выходом сборника #Twice. В первую неделю было продано более 136 157 копий, что стало лучшим результатом для дебютного альбома среди женских корейских групп со времён Kara и их японского альбома Super Girl (2011), который в первые семь дней разошёлся тиражом свыше 275 тысяч копий. Сборник получил платиновую сертификацию от RIAJ за 250 тысяч проданных копий на территории страны. Оригинальный японский сингл «One More Time» был выпущен в октябре. Сингл получил наивысшие продажи в день выхода и стал самым продаваемым среди всех корейских женских групп в Японии. Он также стал первым среди женских групп в истории, получившим платиновую сертификацию. Второй сингл «Candy Pop», выпущенный в феврале 2018 года, также стал платиновым. Третий сингл «Wake Me Up» стал дважды платиновым, что является первым и единственным результатом в истории среди зарубежных женских исполнителей в Японии.
Twice считаются одними из самых продаваемых артистов в Южной Корее, по информации на ноябрь 2018 года количество проданных копий всех альбомов группы составляет более трёх миллионов. За дебютный год в Японии коллектив заработал свыше 1,54 миллиарда иен, что стало лучшим результатом среди новых групп страны за 2017 год. В феврале 2018 года продажи Twice на территории Японии составили свыше миллиона копий.
Twice являются первой и единственной женской группой, имеющей три последовательных альбома с платиновыми сертификациями KMCA с момента их введения в 2018 году. По состоянию на декабрь 2020 года группа продала более 10 миллионов альбомов в Южной Корее и Японии в совокупности

## Альбомы

### Студийные альбомы
| Название                  | Детали | Высшая позиция | Высшая позиция | Высшая позиция | Высшая позиция | Высшая позиция | Высшая позиция | Высшая позиция | Продажи                                                                  | Сертификация       |
| Название                  | Детали | KOR            | BEL (FL)       | JPN            | JPN Hot        | UK Down        | US             | US World       | Продажи                                                                  | Сертификация       |
| Корейские                 | Корейские | Корейские      | Корейские      | Корейские      | Корейские      | Корейские      | Корейские      | Корейские      | Корейские                                                                | Корейские          |
| ------------------------- | --- | -------------- | -------------- | -------------- | -------------- | -------------- | -------------- | -------------- | ------------------------------------------------------------------------ | ------------------ |
| Twicetagram               | - Релиз: 30 октября 2017 года - Лейбл: JYP Entertainment - Формат: CD, цифровая дистрибуция, стриминг           | 1              | —              | 7              | 12             | —              | —              | 1              | - KOR: 401,834 - JPN: 132,598 (Физ.) - JPN: 3,708 (Цифровой) - US: 1,000 |                    |
| Eyes Wide Open            | - Релиз: 26 октября 2020 года - Лейбл: JYP Entertainment, Republic - Формат: CD, цифровая дистрибуция, стриминг | 2              | 176            | 3              | 10             | 37             | 72             | 2              | - KOR: 545,134 - JPN: 57,693 (Физ.) - JPN: 2,295 (Цифровой)              | - KMCA: 2× Платина |
| Formula of Love: O+T=<3   | - Релиз: 12 ноября 2021 года - Лейбл: JYP Entertainment, Republic - Формат: CD, цифровая дистрибуция, стриминг  | 1              | 64             | 2              | 17             | 39             | 3              | 1              | - KOR: 909,737 - JPN: 66,150 (Физ.) - US: 58,000                         | - KMCA: 3× Платина |
| Япония                    | |                |                |                |                |                |                |                |                                                                          |                    |
| BDZ                       | - Релиз: 12 сентября 2018 года - Лейбл: Warner Music Japan - Формат: CD, DVD, цифровая дистрибуция, стриминг    | —              | —              | 1              | 1              | —              | —              | —              | - JPN: 353,947 (Физ.) - JPN: 6,108 (Цифровой)                            | - RIAJ: Платина    |
| &Twice                    | - Релиз: 20 ноября 2019 года - Лейбл: Warner Music Japan - Формат: CD, DVD, цифровая дистрибуция, стриминг      | —              | —              | 1              | 1              | —              | —              | —              | - JPN: 221,575 (Физ.) - JPN: 2,379 (Цифровой)                            | - RIAJ: Платина    |
| Perfect World             | - Релиз: 28 июля 2021 года - Лейбл: Warner Music Japan - Формат: CD, DVD, цифровая дистрибуция, стриминг        | —              | —              | 2              | 1              | —              | —              | —              | - JPN: 83,445 (Физ.) - JPN: 1,625 (Цифровой)                             | - RIAJ: Золото     |
| Celebrate                 | - Релиз: 28 июля 2022 года - Лейбл: Warner Music Japan - Формат: CD, DVD, цифровая дистрибуция, стриминг        | To be released | To be released | To be released | To be released | To be released | To be released | To be released | To be released                                                           | To be released     |
| "—" релиз не попал в чарт | |                |                |                |                |                |                |                |                                                                          |                    |

## Сборники
| Название | Информация об альбоме                                                                                       | Пиковая позиция в чартах | Пиковая позиция в чартах | Пиковая позиция в чартах | Продажи                                             | Сертификация    |
| Название | Информация об альбоме                                                                                       | JPN                      | JPN Hot.                 | NZ Heat.                 | Продажи                                             | Сертификация    |
| -------- | --- | ------------------------ | ------------------------ | ------------------------ | --------------------------------------------------- | --------------- |
| #Twice   | - Выпущен: 28 июня 2017 года (Япония) - Лейбл: Warner Music Japan - Формат: CD, цифровая загрузка, стриминг | 2                        | 2                        | 8                        | Япония: 326,938 (Физика) Япония: 27,645 (Цифровые)  | Япония: Платина |
| #Twice2  | - Выпущен: 6 марта 2019 года (Япония) - Лейбл: Warner Music Japan - Формат: CD, цифровая загрузка, стриминг | 1                        | 1                        | —                        | Япония: 311,253 (Физика) · Япония: 8,364 (Цифровые) | Япония: Платина |
| #Twice3  | - Релиз: 16 сентября 2020 года (JPN) - Лейбл: Warner Music Japan - Формат: CD, цифровая загрузка, стриминг  | 1                        | 1                        | —                        | Япония: 121,357 (Физ.) Япония: 2,278 (Цифровой)     | RIAJ: Золото    |
| #Twice4  | - Релиз: 26 марта 2022 года (JPN) - Лейбл: Warner Music Japan - Формат: CD, цифровая загрузка, стриминг     | 1                        | 1                        | —                        | - JPN: 84,172 (Физ.) - JPN: 1,945 (Цифровой)        | - RIAJ: Золото  |

## Переиздания
| Название             | Информация об альбоме                                                                                        | Пиковая позиция в чартах | Пиковая позиция в чартах | Пиковая позиция в чартах | Пиковая позиция в чартах | Продажи                                                                     | Сертификация              |
| Название             | Информация об альбоме                                                                                        | KOR                      | JPN                      | JPN Hot.                 | US World                 | Продажи                                                                     | Сертификация              |
| -------------------- | --- | ------------------------ | ------------------------ | ------------------------ | ------------------------ | --------------------------------------------------------------------------- | ------------------------- |
| Twicecoaster: Lane 2 | - Выпущен: 20 февраля 2017 года (Корея) - Лейбл: JYP Entertainment - Формат: CD, цифровая загрузка, стриминг | 1                        | 13                       | —                        | 4                        | Республика Корея: 320,289 Япония: 102,559                                   |                           |
| Merry & Happy        | - Выпущен: 11 декабря 2017 года (Корея) - Лейбл: JYP Entertainment - Формат: CD, цифровая загрузка, стриминг | 1                        | 8                        | 38                       | —                        | Республика Корея: 255,388 Япония: 104,547 (Физика) · Япония: 940 (Цифровые) |                           |
| Summer Nights        | - Выпущен: 9 июля 2018 года (Корея) - Лейбл: JYP Entertainment - Формат: CD, цифровая загрузка, стриминг     | 1                        | 4                        | 14                       | 4                        | Республика Корея: 382,040 Япония: 104,323 (Физика) Япония: 2,350 (Цифровые) | Республика Корея: Платина |
| The Year of «Yes»    | - Выпущен: 12 декабря 2018 года (Корея) - Лейбл: JYP Entertainment - Формат: CD, цифровая загрузка, стриминг | 2                        | 3                        | 72                       | —                        | Республика Корея: 216,029 Япония: 186,392                                   |                           |

## Мини-альбомы
| Название             | Информация об альбоме | Пиковая позиция в чартах | Пиковая позиция в чартах | Пиковая позиция в чартах | Пиковая позиция в чартах | Пиковая позиция в чартах | Пиковая позиция в чартах | Пиковая позиция в чартах | Пиковая позиция в чартах | Пиковая позиция в чартах | Пиковая позиция в чартах | Продажи                                                                                      | Сертификация              |
| Название             | Информация об альбоме | KOR                      | AUS Dig.                 | JPN                      | JPN Hot.                 | FRA Dig.                 | SPA                      | UK Down                  | US                       | US Heat.                 | US World                 | Продажи                                                                                      | Сертификация              |
| -------------------- | --- | ------------------------ | ------------------------ | ------------------------ | ------------------------ | ------------------------ | ------------------------ | ------------------------ | ------------------------ | ------------------------ | ------------------------ | -------------------------------------------------------------------------------------------- | ------------------------- |
| The Story Begins     | - Выпущен: 20 октября 2015 года (Корея) - Лейбл: JYP Entertainment - Формат: CD, цифровая загрузка, стриминг                                                           | 3                        | —                        | 43                       | —                        | —                        | —                        | —                        | —                        | —                        | 15                       | Республика Корея: 203,969 Япония: 47,448                                                     |                           |
| Page Two             | - Выпущен: 25 апреля 2016 года (Корея) - Лейбл: JYP Entertainment - Формат: CD, цифровая загрузка, стриминг                                                            | 2                        | —                        | 16                       | —                        | —                        | —                        | —                        | —                        | —                        | 6                        | Республика Корея: 316,557 Япония: 58,220                                                     |                           |
| Twicecoaster: Lane 1 | - Выпущен: 24 октября 2016 года (Корея) - Переиздан (рождественская версия): 19 декабря 2016 года - Лейбл: JYP Entertainment - Формат: CD, цифровая загрузка, стриминг | 1                        | —                        | 10                       | —                        | —                        | —                        | —                        | —                        | —                        | 3                        | Республика Корея: 477,739 Япония: 102,559 США: 1,000                                         |                           |
| What's Twice?        | - Выпущен: 24 февраля 2017 года (Япония) - Лейбл: Warner Music Japan - Формат: Цифровая загрузка, стриминг                                                             | —                        | —                        | —                        | 16                       | —                        | —                        | —                        | —                        | —                        | —                        |                                                                                              |                           |
| Signal               | - Выпущен: 15 мая 2017 года (Корея) - Лейбл: JYP Entertainment - Формат: CD, цифровая загрузка, стриминг                                                               | 1                        | —                        | 11                       | —                        | —                        | —                        | —                        | —                        | 11                       | 3                        | Республика Корея: 385,331 Япония: 46,917 США: 1,000                                          |                           |
| What Is Love?        | - Выпущен: 9 апреля 2018 года (Корея) - Лейбл: JYP Entertainment - Формат: CD, цифровая загрузка, стриминг                                                             | 2                        | —                        | 2                        | 10                       | —                        | —                        | —                        | —                        | 13                       | 3                        | Республика Корея: 414,669 Япония: 112,694 (Физика) Япония: 3,910 (Цифровые)                  | Республика Корея: Платина |
| Yes or Yes           | - Выпущен: 5 ноября 2018 года (Корея) - Лейбл: JYP Entertainment - Формат: CD, цифровая загрузка, стриминг                                                             | 1                        | —                        | 1                        | 7                        | 125                      | —                        | —                        | —                        | 13                       | 7                        | Республика Корея: 378,570 Япония: 145,935 (Физ.) Япония: 4,573 (Цифровые)                    | Республика Корея: Платина |
| Fancy You            | - Выпущен: 22 апреля 2019 года (Корея) - Лейбл: JYP Entertainment - Формат: CD, цифровая загрузка, стриминг                                                            | 2                        | 22                       | 1                        | 11                       | 54                       | 88                       | —                        | —                        | 4                        | 4                        | Республика Корея: 417,058 · Япония: 128,490 (Физ.) · Япония: 4,289 (Цифровые) · США: 1,000   | Республика Корея: Платина |
| Feel Special         | - Выпущен: 23 сентября 2019 года (Корея) - Лейбл: JYP Entertainment - Формат: CD, цифровая загрузка, стриминг                                                          | 1                        | —                        | 3                        | 13                       | 35                       | 47                       | 42                       | —                        | 10                       | 6                        | - Республика Корея: 453,427 - JPN: 102,893 (Физ.) - Япония: 3,461 (Цифровые) - США: 1,000    | - KMCA: Платина           |
| More & More          | - Выпущен: 1 июня 2020 года (Корея) - Лейбл: JYP Entertainment - Формат: CD, цифровая загрузка, стриминг                                                               | 1                        | —                        | 1                        | 3                        | н/д                      | —                        | 25                       | 200                      | 3                        | 2                        | - Республика Корея: 566,853 - Япония: 121,256 (Физ.) - Япония: 2,396 (Цифровые)              | - KMCA: 2× Платина        |
| Taste of Love        | - Выпущен: 11 июня 2021 года (Корея) - Лейбл: JYP Entertainment - Формат: Компакт-диск, цифровая загрузка, стриминг                                                    | 2                        | н/д                      | 2                        | 15                       | н/д                      | —                        | 23                       | 6                        | —                        | 1                        | - Республика Корея: 594,060 - Япония: 60,405 (Физ.) - Япония: 1,355 (Цифровой) - США: 43,000 | - KMCA: 2× Платина        |
| Between 1&2          | - Релиз: 26 августа 2022 года - Лейбл: JYP Entertainment, Republic - Формат: Компакт-диск, цифровая дистрибуция, стриминг                                              | 2                        | —                        | 2                        | —                        | N/A                      | 10                       | 23                       | 3                        | N/A                      | 1                        |                                                                                              | - KMCA: Million           |
| Ready to Be          | |                          |                          |                          |                          |                          |                          |                          |                          |                          |                          | N/A                                                                                          | N/A                       |

## Видеография

### Видео альбом
| Название                                       | Детали                                                                                 | Позиции | Позиции     | Продажи       |
| Название                                       | Детали                                                                                 | JPN DVD | JPN Blu-Ray | Продажи       |
| ---------------------------------------------- | -------------------------------------------------------------------------------------- | ------- | ----------- | ------------- |
| Twice Debut Showcase «Touchdown in Japan»      | - Релиз: 20 декабря 2017 года(JPN) - Лейбл: Warner Music Japan - Форматы: DVD, Blu-ray | 4       | 7           | - JPN: 64,269 |
| Twice Dome Tour 2019 «#Dreamday» in Tokyo Dome | - Релиз: 4 марта 2020 года (JPN) - Лейбл: Warner Music Japan - Формат: DVD, Blu-ray    | 1       | 3           | - JPN: 49,197 |

### Видеоклипы
| Название                                        | Год  | Режиссёр(ы)                                            | Ссылка                          |
| ----------------------------------------------- | ---- | ------------------------------------------------------ | ------------------------------- |
| «Like Ooh-Ahh» (Ooh-Ahh하게)                    | 2015 | Naive Creative Production                              | [ 105 ]                         |
| «Cheer Up»                                      | 2016 | Naive Creative Production                              | [ 106 ]                         |
| «TT»                                            | 2016 | Naive Creative Production                              | [ 107 ]                         |
| «Knock Knock»                                   | 2017 | Naive Creative Production                              | [ 108 ]                         |
| «Signal»                                        | 2017 | Naive Creative Production                              | [ 109 ]                         |
| «Signal (Japanese ver.)»                        | 2017 | Naive Creative Production                              | [ 109 ]                         |
| «TT (Japanese ver.)»                            | 2017 | Jimmy (BS Pictures)                                    | [ 110 ]                         |
| «One More Time»                                 | 2017 | Naive Creative Production                              | [ 111 ]                         |
| «Likey»                                         | 2017 | Naive Creative Production                              | [ 112 ]                         |
| «Heart Shaker»                                  | 2017 | Naive Creative Production                              | [ 113 ]                         |
| «Merry & Happy»                                 | 2017 | Mustache Films                                         | [ 114 ]                         |
| «Candy Pop»                                     | 2018 | Naive Creative Production Takahiko Kyōgoku (animation) | [ 115 ] [ 116 ]                 |
| «Brand New Girl»                                | 2018 | Jimmy (BS Pictures)                                    | [ 117 ]                         |
| «What Is Love?»                                 | 2018 | Naive Creative Production                              | [ 118 ]                         |
| «Wake Me Up»                                    | 2018 | Jimmy (BS Pictures)                                    | [ 119 ]                         |
| «I Want You Back»                               | 2018 | Jimmy (BS Pictures)                                    | [ 120 ]                         |
| «Dance the Night Away»                          | 2018 | Naive Creative Production                              | [ 121 ]                         |
| «BDZ»                                           | 2018 | Naive Creative Production                              | [ 122 ]                         |
| «Yes or Yes»                                    | 2018 | Naive Creative Production                              | [ 123 ]                         |
| «The Best Thing I Ever Did» (올해 제일 잘한 일) | 2018 | Mustache Films                                         | [ 124 ]                         |
| «Likey (Japanese ver.)»                         | 2019 | Naive Creative Production                              |                                 |
| «What Is Love? (Japanese ver.)»                 | 2019 | Naive Creative Production                              |                                 |
| «Dance the Night Away (Japanese ver.)»          | 2019 | Naive Creative Production                              |                                 |
| «Heart Shaker (Japanese ver.)»                  | 2019 | Naive Creative Production                              |                                 |
| «Yes or Yes (Japanese ver.)»                    | 2019 | Naive Creative Production                              |                                 |
| «Fancy»                                         | 2019 | Naive Creative Production                              | [ 125 ]                         |
| «Happy Happy»                                   | 2019 | Naive Creative Production                              | [ 126 ]                         |
| «Breakthrough»                                  | 2019 | Naive Creative Production                              | [ 127 ]                         |
| «Feel Special»                                  | 2019 | Naive Creative Production                              |                                 |
| «Fake True»                                     | 2019 | Vishop (Vikings League)                                | [ 128 ]                         |
| «More & More»                                   | 2020 | Naive Creative Production                              | [ 129 ]                         |
| «Fanfare»                                       | 2020 | Jakyoung Kim (Flexible Pictures)                       | [ 130 ]                         |
| «Fancy (Japanese Ver.)»                         | 2020 | Naive Creative Production                              | [ источник не указан 1443 дня ] |
| «More & More (Japanese Ver.)»                   | 2020 | Naive Creative Production                              | [ 129 ]                         |
| «I Can’t Stop Me»                               | 2020 |                                                        | [ 131 ]                         |
| «Better»                                        | 2020 | [ 132 ]                                                |                                 |
| «Kura Kura»                                     | 2021 | Yoojeong Ko (Edie Ko)                                  | [ 133 ]                         |
| «Alcohol-Free»                                  | 2021 | Rigend Film                                            | [ 134 ]                         |
| «Perfect World»                                 | 2021 |                                                        | [ 135 ]                         |

### Комментарии
1. ↑  Japan sales figures for Twicetagram and Merry & Happy as of May 2020. The sales for both releases are combined.[21]